# Wielkopolski Krzyż Powstańczy
Wielkopolski Krzyż Powstańczy – polskie państwowe odznaczenie wojskowe nadawane w latach 1957–1999, w celu nagrodzenia zasług uczestników powstania wielkopolskiego 1918–1919.

## Historia
Po raz pierwszy krzyż został ustanowiony dekretem KRN z 8 października 1946, który ostatecznie nie doczekał się realizacji i nie został opublikowany.
Kolejna próba była już udana i krzyż ustanowiono dekretem Rady Państwa w dniu 1 lutego 1957.
Był nadawany osobom, które z bronią w ręku lub w inny aktywny sposób uczestniczyły w walkach przeciwko zaborcom niemieckim w powstaniu wielkopolskim. Odznaczenie nadawała Rada Państwa na podstawie wniosków Związku Bojowników o Wolność i Demokrację. Mógł być nadawany pośmiertnie.
Z dniem 8 maja 1999 nadawanie krzyża uznano za zakończone.

## Opis odznaki
Odznaką Wielkopolskiego Krzyża Powstańczego jest krzyż równoramienny, patynowany na brązowo o wymiarach 36 × 36 mm. Ramiona krzyża są obramowane, przy końcach poszerzone. Na awersie pośrodku znajduje się okrągła tarcza o średnicy 9 mm pokryta czerwoną emalią z umieszczonym na niej orłem piastowskim z białej emalii, tarcza okolona jest wieńcem z liści dębowych. Na lewym ramieniu znajduje się data 1918, na prawym – 1919. Na pionowych ramionach umieszczony jest miecz skierowany ostrzem ku dołowi. Na rewersie pośrodku krzyża znajduje się tarcza z napisem PRL, w otoku tarczy napis POWSTAŃCOM WIELKOPOLSKIM. Projektantami odznaki byli Jerzy Drygas i Eugeniusz Rosik.
Wstążka krzyża jest szerokości 34 mm, koloru ciemnoniebieskiego z dwoma amarantowymi paskami o szerokości 2 mm z boków.
Krzyż ten początkowo noszono w kolejności po Krzyżu Partyzanckim, od 1960 po Śląskim Krzyżu Powstańczym i przed Srebrnym Krzyżem Zasługi, od 1981 przed Warszawskim Krzyżem Powstańczym, a od 1992 jest noszony za aktualnie nadawanymi odznaczeniami państwowymi wymienionymi w ustawie z tego roku (z późniejszymi zmianami).

## Odznaczeni
Wg danych Biura Odznaczeń Państwowych Kancelarii Rady Państwa oraz Biura Odznaczeń Kancelarii Prezydenta RP nadano łącznie 22 461 krzyży.